# Garra (fiskar)
För andra betydelser, se Garra (olika betydelser).
Garra är ett släkte av fiskar. Garra ingår i familjen karpfiskar. Släktet innehåller mer än 90 arter, och omkring två till fyra arter påfinns varje år. Några av dem används som akvariefisk, och Doktorfisk, Garra rufa, används för symptomlindring för patienter med psoriasis.

## Dottertaxa tillGarra, i alfabetisk ordning[1]
- Garra aethiopica
- Garra allostoma
- Garra annandalei
- Garra apogon
- Garra arupi
- Garra barreimiae
- Garra bibarbatus
- Garra bicornuta
- Garra bisangularis
- Garra bispinosa
- Garra blanfordii
- Garra borneensis
- Garra bourreti
- Garra buettikeri
- Garra cambodgiensis
- Garra caudofasciatus
- Garra ceylonensis
- Garra chebera
- Garra compressus
- Garra congoensis
- Garra cryptonemus
- Garra cyclostomata
- Garra cyrano
- Garra dembecha
- Garra dembeensis
- Garra dulongensis
- Garra dunsirei
- Garra duobarbis
- Garra elongata
- Garra ethelwynnae
- Garra fasciacauda
- Garra findolabium
- Garra fisheri
- Garra flavatra
- Garra fuliginosa
- Garra geba
- Garra ghorensis
- Garra gotyla
- Garra gracilis
- Garra gravelyi
- Garra hainanensis
- Garra hindii
- Garra hughi
- Garra ignestii
- Garra imbarbatus
- Garra imberba
- Garra imberbis
- Garra kalakadensis
- Garra kempi
- Garra laichowensis
- Garra lamta
- Garra lancrenonensis
- Garra lautior
- Garra lissorhynchus
- Garra litanensis
- Garra longipinnis
- Garra makiensis
- Garra mamshuqa
- Garra manipurensis
- Garra mcclellandi
- Garra menoni
- Garra micropulvinus
- Garra mirofrontis
- Garra mullya
- Garra naganensis
- Garra nambulica
- Garra nasuta
- Garra nigricollis
- Garra notata
- Garra nujiangensis
- Garra orientalis
- Garra ornata
- Garra paralissorhynchus
- Garra periyarensis
- Garra persica
- Garra phillipsi
- Garra poecilura
- Garra poilanei
- Garra propulvinus
- Garra qiaojiensis
- Garra quadrimaculata
- Garra rakhinica
- Garra regressus
- Garra robustus
- Garra rossica
- Garra rotundinasus
- Garra rufa
- Garra rupecula
- Garra sahilia
- Garra salweenica
- Garra smarti
- Garra spilota
- Garra surendranathanii
- Garra tana
- Garra tengchongensis
- Garra theunensis
- Garra trewavasai
- Garra wanae
- Garra variabilis
- Garra waterloti
- Garra vittatula
- Garra yiliangensis